# 範疇錯誤
範疇錯誤（category mistake）、範疇失誤、範疇謬誤，是指將既有的屬性歸屬到不可能應該擁有該屬性的對象上，為语义学或存在論的錯誤。
例如，「那本書的生意永眠了」的描述在语法学上正確，卻是句無意義的戲謔，頂多可以看成是某種比喻，理由是：這句描述錯誤地將属性「永眠」歸屬到「生意」上，也將屬性「生意」錯誤歸屬到「書」之殊型上。

範疇錯誤是吉尔伯特·赖尔在著作《心的概念》（1949年），為了去除笛卡兒主義形而上学所造成關於心的本質的混亂，而引入的用語。依照賴爾的主張，將心視為靈性實體所形成的對象，是錯誤的。理由是為了表示傾向性或能力的集合，使用術語「實體」是沒有意義的。許多採用賴爾範疇錯誤概念的哲学者，對何者該是範疇錯誤何者不是見解各有出入。

## 相關項目
- 範疇
- 錯誤
- 訛轉
- Colorless green ideas sleep furiously
- 合成謬誤
- 分割謬誤
- 誤用
- 分類 - 區分
- 原型理論 - 理想化認知模型
- 辨別 - 最小可覺差 - 差異
- 判別 - 判別分析
- 文氏图 - 欧拉图 - 存在图

## 外部連結
扎尔塔, 爱德华·N (编). . .
- 史丹佛哲學百科上關於「範疇錯誤」的項目 （页面存档备份，存于）
- 範疇失誤的例子
- 中国哲学研究中的 范畴错误
- 当代科学研究意识中的"范畴错误" "Category mistake" in contemporary scientific consciousness research